# The Who Sell Out
The Who Sell Out ist das dritte Album der britischen Rockgruppe The Who. Es erschien als LP am 16. Dezember 1967 und wurde sowohl als Mono- wie auch als Stereoausgabe veröffentlicht. Die ersten 1000 Exemplare der britischen Version dieses Albums enthielten ein farbiges Poster.
Die Aufnahmen für das Album fanden vom Mai bis zum November 1967 statt. Produziert wurde The Who Sell Out von Kit Lambert.

## Die Idee hinter dem Album
Das Album versucht parodistisch, die Atmosphäre eines laufenden Radioprogramms zu erzeugen. Der Zuhörer hat quasi den Sender Radio London  eingeschaltet. Es laufen Jingles des Senders, Werbespots von Wonderful Radio London und natürlich Musiktitel. Das Konzept spiegelte sich auch auf dem Cover wider, das die Mitglieder der Band in verschiedenen Werbefotos darstellte. Townshend posierte für ein Deodorant namens Odorono, Daltrey war in einer mit Heinz Baked Beans gefüllten Badewanne zu sehen, Moon pries die Vorzüge der Anti-Akne-Creme Medac an und Entwistle versuchte mit einem Leopardenfell bekleidet von der Wirkung des Charles-Atlas-Muskelaufbauprogramms zu überzeugen. Zu diesen Fotos gab es auf dem Album dann auch die entsprechenden Werbesongs.
1974 verwendeten Genesis den Namen Rael für den Protagonisten ihres Albums The Lamb Lies Down on Broadway, was unabhängig von dem Titel Nr. 13 dieses Albums geschah.
In der Rückschau gibt The Who Sell Out einen Einblick in den Alltag der Jugendlichen Mitte der 60er Jahre, für die das Radio eines der wichtigsten Medien darstellte, wenn es darum ging, den neuesten Trends zu folgen.

## Sonstiges
Aus dem Album wurde nur der Titel I Can See for Miles als Single ausgekoppelt. Er erreichte Platz 10 der englischen Hitparade, ein Ergebnis, mit dem Pete Townshend, der den Song als „ultimate Who record“ bezeichnete, nicht zufrieden war. Das Album selbst erreichte Platz 13 der englischen Hitparade.
Das Cover wurde 2001 vom britischen Musikmagazin Q zum viertbesten aller Zeiten gekürt.

## Titellisten
Das Album enthielt ursprünglich dreizehn Titel, aber die überarbeitete CD-Version aus dem Jahr 1995 wurde um zehn Stücke erweitert, die während der Aufnahmen für The Who Sell Out entstanden waren.
1. Armenia City in the Sky (John Keene)
2. Heinz Baked Beans (John Entwistle)
3. Mary Anne with the Shaky Hand (Pete Townshend)
4. Odorono (Pete Townshend)
5. Tattoo (Pete Townshend)
6. Our Love Was (Pete Townshend)
7. I Can See for Miles (Pete Townshend)
8. I Can’t Reach You (Pete Townshend)
9. Medac (John Entwistle)
10. Relax (Pete Townshend)
11. Silas Stingy (John Entwistle)
12. Sunrise (Pete Townshend)
13. Rael 1 (Pete Townshend)

### Bonustitel
1. Rael 2 (Pete Townshend)
2. Glittering Girl (Pete Townshend)
3. Melancholia (Pete Townshend)
4. Someone’s Coming (John Entwistle)
5. Jaguar (Pete Townshend)
6. Early Morning Cold Taxi (D. Langston, Roger Daltrey)
7. In the Hall of the Mountain King (Edvard Grieg)
8. Girl’s Eyes (Keith Moon)
9. Mary Anne With the Shaky Hand (Alternative Version; Pete Townshend)
10. Glow Girl (Pete Townshend)

Im Jahr 2009 erschien eine Deluxe-Edition des Albums, die als Doppel-CD veröffentlicht wurde. CD 1 enthält das Album in einer Stereoabmischung und zusätzliche Bonustitel. CD 2 enthält das Album in der originalen Monoabmischung aus dem Jahr 1967 und zusätzliche Bonustitel.
| Bonustitel CD 1 1. Rael Naïve 2. Someone’s Coming 3. Early Morning Cold Taxi 4. Jaguar 5. Coke after Coke 6. Glittering Girl 7. Summertime Blues (Eddie Cochran) 8. John Mason Cars 9. Girl’s Eyes 10. Sodding About 11. Premier Drums (Full Version) 12. Odorono (Final Chorus) 13. Mary Anne with the Shaky Hand (US Mirasound Version) 14. Things Go Better with Coke 15. In the Hall of the Mountain King 16. Top Gear 17. Rael 1 & 2 (Remake-Version) | Bonustitel CD 2 1. Mary Anne with the Shaky Hand (US Single Mono Mix) 2. Someone’s Coming (US Single Mono Mix) 3. Relax (Early Demo – Stereo) 4. Jaguar (Original Mono Mix) 5. Glittering Girl (Unreleased Stereo-Version) 6. Tattoo (Early Mono Mix) 7. Our Love Was (Take 12 – Unused Mono Mix) 8. Rotosound (With Final Note – Stereo) 9. I Can See for Miles (Early Mono Mix) 10. Rael (Early Mono Mix) 11. Armenia City in the Sky (Isolated Backwards Tracks, Hidden Track) 12. Great Shakes (Unreleased US Radio Commercial, Hidden Track) |